# Pallenis teknensis
Pallenis teknensis là một loài thực vật có hoa trong họ Cúc. Loài này được (Dobignard & Jacquemoud) Greuter & Jury mô tả khoa học đầu tiên năm 2003.